# Arpine Hovhannisyan
Arpine Hovhannisyan (Ereván, 4 de diciembre de 1983) es una política armenia, perteneciente al Partido Republicano de Armenia, exministra de Justicia de la República de Armenia y vicepresidenta de la Asamblea Nacional de Armenia.

## Biografía
Hovhannisyan nació el 4 de diciembre de 1983 en Ereván, República Socialista Soviética de Armenia. Se graduó en 2004 de la Universidad Estatal de Ereván y en 2006 terminó su master en Derecho.

## Trayectoria profesional
El 6 de mayo de 2012 fue elegida Diputada de la Asamblea Nacional de Armenia. Entre 2003 y 2007 trabajó en el Departamento de Reformas Judiciales del personal del Ministerio de Justicia de la República Armenia. Desde 2007 es profesora en la Cátedra de Derecho Civil de la Facultad de Derecho de la Universidad Estatal de Ereváan. Desde 2007-2008 ha trabajado como Subdirectora del Departamento de Asuntos Legales en Ministerio de Justicia y en 208 fue colaboradora del Jefe de Gabinete del Presidente de Armenia. A partir de 2008 fue asesora del presidente de la Asamblea Nacional. En 2015 el presidente Serzh Sargsyan la nombró Ministra de Justicia.